# 長谷川敬助
長谷川 敬助（はせがわ けいすけ、1850年9月4日（嘉永3年7月28日） - 1922年（大正11年）7月16日）は、明治から大正時代の政治家。官吏。銀行家。自由民権運動家。埼玉県会議長。

## 経歴
長谷川六左衛門の長男として、武蔵国埼玉郡北河原村（埼玉県北埼玉郡北河原村を経て現行田市）に生まれる。1883年（明治16年）5月、家督を相続する。生家は世襲名主。寺門静軒に学ぶ。詩書を能くし、敬堂または雨林を号した。
明治維新後、副戸長、学区取締、第十五区長などを歴任した。1875年（明治8年）民権結社「七名社」の結成に参画し、出納幹事などを務めた。1879年（明治12年）白根多助県令に見い出され入間・高麗郡長に就任した。
1880年（明治13年）埼玉県会議員に当選。翌年、第3代県会議長並びに常置委員に就任した。この間、湯本義憲、中村孫兵衛、稲村貫一郎、石川欣一郎、坂本与惣次郎らと行動を共にし県会黎明期の中心人物として活躍した。
1882年（明治15年）県会議員を辞し、1884年（明治17年）北埼玉郡長に就任。ついで1885年（明治18年）に北足立・新座郡長に任じたが、1886年（明治19年）辞した。その後、間もなく埼玉県書記官に就任し、第二部長となった。
1890年（明治23年）書記官を辞して、以後は実業界にて活躍。熊谷銀行や熊谷貯蓄銀行を創立し頭取を務めたほか、1898年（明治31年）埼玉農工銀行の設立に伴い、その頭取に迎えられ、1915年（大正4年）まで務めた。
その後は、趣味に没頭し余生を過ごした。村葬により同地照岩寺に葬られた。

## 親族
- 長男：長谷川道也（東京控訴院判事）[1]
- 二男：長谷川恭平（古河合名会社技師、妻文子は志方鍛三女）[5]
- 娘婿：内山定一（長女その夫、農事試験場技師）[6]